# Trenitalia

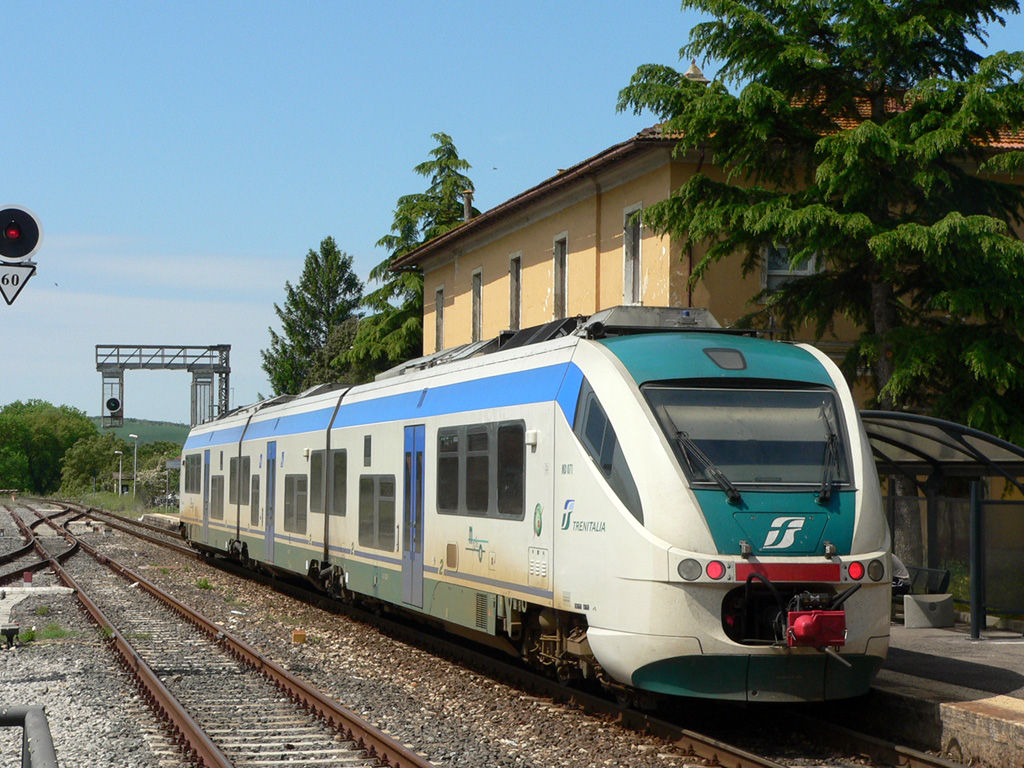
Motorová jednotka Minuetto v barvách TI

Trenitalia SpA (VKM: TI) je italský železniční dopravce provozující osobní i nákladní dopravu. Firma je ve 100% vlastnictví státní společnosti Ferrovie dello Stato Italiane S.p.A. (FS). Firma vznikla v roce 2000 vyčleněním z mateřské společnosti.

## Divize
Společnost se skládá ze tří divizí:
- Divisione Passeggeri Long Haul – dálková doprava osob, včetně provozování vlaků na italských vysokorychlostních tratích
- Divisione Passeggeri Regionale – regionální osobní doprava
- Divisione Cargo – nákladní doprava[2]